# Stadsmusikant
Stadsmusikant är en musiker som var anställd av stadens myndighet. De har sitt ursprung från 1200-talet och började dyka upp i Nordeuropa omkring 1550. Vid mitten av 1800-talet försvann stadsmusikantväsendet.

## Historik
Stadsmusikant var en musiker som var anställd vid stadens myndighet. Deras uppgift var att framföra musik i kyrkan och andra offentliga tillställningar. De har sitt ursprung från 1200-talet. Stadsmusikanten hade 3–4 gesäller och lärlingar som utbildades på olika instrument. De medverkade också vid spelningarna. Vid borgerskapets bröllop och tillställningar hade stadsmusikanten ensamrätt att spela mot betalning. Stadsmusikanter började dyka upp i Nordeuropa omkring 1550. Vid mitten av 1800-talet försvann stadsmusikantväsendet.

### Sverige
Stadsmusikanter i Sverige var vanligast i Skåne. Där hade ofta privilegier som sträckte sig utanför stadens gränser.